# Calendari civil
El calendari civil és el calendari, o un dels diversos calendaris, que cada país utilitza per a finalitats civils, oficials o administratives. El calendari civil gairebé sempre és el més utilitzat. El calendari civil més estès i la norma internacional de facto és el calendari gregorià, adoptat per molts països seculars i no cristians, encara que alguns països utilitzen altres calendaris.

## Història
Un calendari és el sistema de mesura d'unitats llargues de temps. En els països musulmans els calendaris es basen principalment en el calendari lunar, mentre que a Europa, Amèrica i altres zones del món s'utilitza el calendari solar, que al seu torn parteix de l'any tròpic de 365,2422 dies solars mitjans. El fet que no hi hagi un nombre enter de dies fa que aquest calendari sigui poc pràctic per l'ús habitual de la població. Des de l'antiguitat clàssica hi ha hagut moltes propostes per solucionar aquesta problemàtica, partint de l'any tròpic i donant més o menys llargària als mesos.
Juli Cèsar assessorat per Sosígenes foren els grans reformadors, instaurant el 46 aC el calendari julià, format per cicles de quatre anys, amb tres anys comuns de 365 dies i un any de traspàs de 366 dies; convertint la durada de l'any civil mitjà en 365,25 dies. Durant les dècades posteriors el calendari patí petites reformes, com la reducció dels dies de febrer. El cas és que tots els països europeus descendents de l'imperi romà van adoptar aquest calendari. El seu principal problema és que l'any tròpic és 11 segons i 14 minuts més curt que l'any julià, el que genera un problema amb la predicció d'equinoccis i solsticis i cada 128 anys genera un dia de retard.
Un dels problemes principals va sorgir al segle IV al voltant de la data de la festivitat de la Pasqua, que se celebra el primer diumenge després de la lluna plena, i anava acumulant retards. El 1580 el retard ja era de 10 dies. Va ser Gregori XIII que assessorat per els germans Lilius, el 1582 va publicar una butlla papal amb el calendari gregorià, que s'ajustava millor a l'any tròpic. En la seva aplicació, per recuperar dies perduts, es va passar del dijous 4 d'octubre de 1582 directament al divendres 15 d'octubre de 1582. Amb aquesta reforma, de cada 400 anys n'hi ha 303 de 365 dies i 97 de 366 dies i, per tant, la diferència amb l'any tròpic passa a ser de 0,0003 dies, un dia de retard cada 3.333 anys. El calendari gregorià fou adoptat com a calendari civil progressivament, primer pels països catòlics i després per d'altres entre els segles XVI i XX.